# Reinhold Latzke
Reinhold Latzke (* 26. Oktober 1932 in Mühlheim am Main; † 30. März 2009) war ein deutscher Politiker der SPD.

## Leben
Latzke trat 1955 in die SPD ein. Er war von 1964 bis 2003 Stadtverordneter von Mühlheim am Main, davon ab 1970 als Fraktionsvorsitzender. Er wurde von seiner Partei danach zum Ehren-Fraktionsvorsitzenden ernannt und mit der höchsten Auszeichnung der Partei, der Willy-Brandt-Medaille ausgezeichnet.
Daneben war er unter anderem Aufsichtsratsmitglied bei den örtlichen Stadtwerken und 32 Jahre lang Verwaltungsdirektor der Städtischen Kliniken in Offenbach am Main. Als langjähriges Mitglied des Verwaltungsrates der Sparkasse Langen-Seligenstadt wurde er 2001 mit der Sparkassenmedaille ausgezeichnet.
1989 wurde ihm das Bundesverdienstkreuz verliehen. Die Stadt Offenbach am Main zeichnete ihn 1998 mit der Ehrenplakette aus und die Stadt Mühlheim am Main ernannte ihn zum Ehrenbürger. Zuletzt war er Gründungsmitglied und Vorsitzender des Fördervereins für das Klinikum Offenbach.